# Abraham Enoch
Abraham Enoch (21 novembre 1982) è un ex calciatore papuano, di ruolo centrocampista.

## Carriera

### Nazionale
Ha debuttato in Nazionale il 30 giugno 2003, in Nuova Caledonia-Papua Nuova Guinea (2-0). Ha partecipato, con la Nazionale, alla Coppa d'Oceania 2002. Ha collezionato in totale, con la maglia della Nazionale, tre presenze.

## Palmarès

### Club

#### Competizioni nazionali
- Campionato papuano di calcio: 1

Hekari United: 2009-2010

#### Competizioni internazionali
- OFC Champions League: 1

Hekari United: 2009-2010